# Cheolsan-dong
Cheolsan-dong (koreanska: 철산동) är en stadsdel i staden Gwangmyeong i provinsen Gyeonggi i Sydkorea, cirka 5 km sydväst om centrala Seoul. 

## Indelning
Administrativt är Cheolsan-dong indelat i:
| Namn    | Namn                 | Yta km² | Invånare 31 dec 2020 |
| ------- | -------------------- | ------- | -------------------- |
| 철산1동 | Cheolsan 1(il)-dong  | 0,55    | 11 262               |
| 철산2동 | Cheolsan 2(i)-dong   | 0,64    | 9 692                |
| 철산3동 | Cheolsan 3(sam)-dong | 1,35    | 33 061               |
| 철산4동 | Cheolsan 4(sa)-dong  | 0,33    | 13 714               |